# NDR Jazzworkshop
Der NDR Jazzworkshop ist zunächst eine 1958 begründete Veranstaltungsform des Norddeutschen Rundfunks Hörfunk, später auch Fernsehen in Hamburg, bei der Jazzmusiker aus verschiedenen Bands und unterschiedlichen Szenen zusammenarbeiteten und nach mehrtägiger Probentätigkeit ihre Arbeitsergebnisse im Konzert vorstellten. Die gleichnamige Sendereihe des NDR blieb später für die Dokumentation von aufgezeichneten Jazzkonzerten bestehen.

## Geschichte
Hans Gertberg entwickelte 1958 auf Anregung Rolf Liebermanns aus der seit 1952 bestehenden Studio-Jazzkonzert-Reihe das Konzept des NDR Jazzworkshops. Die Rundfunkanstalt lud führende Jazzmusiker verschiedener Länder zu sich ein, gab ihnen für eine Woche Räumlichkeiten und die Aufgabe, gemeinsam ein Konzertprogramm zu erarbeiten. So entstand ein Podium für die Jazzmusiker, „ihre Kunst frei von kommerziellem Druck zu entwickeln“. In den resultierenden Konzerten, die dann in Radio- und später auch Fernsehsendungen übertragen wurden, hatte das Publikum Gelegenheit, „Jazz von internationalen Musikgrößen, die normalerweise niemals aufeinander getroffen wären“, zu erleben. Jährlich dreimal wurden zwischen zehn und 20 Musiker pro Jazzworkshop eingeladen.
Seit 1961 fand mehrere Jahre lang jährlich ein NDR Jazzworkshop außerhalb des Sendegebietes statt – im Rahmen der Ruhrfestspiele. 1962 stellte sich in Recklinghausen eine internationale Bigband um Fatty George vor, für Gertberg ein „kleiner Völkerbund im Zeichen des Jazz“. Wes Montgomery und Johnny Griffin tauschten sich im April 1965 mit Martial Solal, Hans Koller, Ronnie Scott und Ronnie Ross aus. Auch nach Kollers Ausscheiden als Leiter wurden neben ihm österreichische Musiker wie Fritz Pauer oder Erich Kleinschuster bei den internationalen Gipfeltreffen berücksichtigt. Auch um Friedrich Gulda herum fand ein NDR Jazzworkshop statt.
Trotz Kalten Krieges gelang es Gertberg, auch Jazzmusiker aus Osteuropa zu den NDR Jazzworkshops zu holen: Anfang 1967 traf die polnische Band von Andrzej Trzaskowski auf Amerikaner wie Nathan Davis und Dave Pike sowie Palle Mikkelborg, Albert Mangelsdorff und Ronnie Stephenson. Auch sonst war Raum für ungewöhnliche Konstellationen: 1970 erweiterte sich beispielsweise das Dave Pike Set (mit Volker Kriegel, Hans Rettenbacher und Peter Baumeister) für einen NDR Jazzworkshop um Sängerin Karin Krog.
Unter Leitung von Redakteur Michael Naura veränderte sich ab 1971 die Ausrichtung des NDR Jazzworkshops, aber auch seine Frequenz. Immer häufiger wurden reguläre Bands zu Rundfunkkonzerten eingeladen. So trat am 14. Juni 1972 das Trio von Keith Jarrett mit Charlie Haden und Paul Motian (Hamburg ’72), am 17. Mai 1973 Soft Machine in der regulären Besetzung auf, nachdem am 26. Januar desselben Jahres Volker Kriegel die Songs seines Albums Missing Link mit verändertem Line-Up (u. a. Zbigniew Seifert, Stan Sulzmann, Peter Warren und Joe Nay) vorstellte. Im 100. NDR Jazzworkshop, der am 18. April 1974 in Hannover stattfand, traf Keith Jarrett auf Jan Garbarek, Jon Christensen und Palle Danielsson, sein späteres europäisches Quartett, nachdem Garbarek bereits im Winter Jarrett besucht und mit ihm Kompositionen festgelegt hatte.  Noch für den 105. Jazzworkshop im November 1974, der als Gemeinschaftsveranstaltung mit der Reihe „das neue werk“ durchgeführt werden konnte, wurden aber Manfred Schoof und Alexander von Schlippenbach beauftragt, Kompositionen für das Globe Unity Orchestra zu schreiben (Schlippenbach setzte auch den NDR Chor ein).

## Wirkung
Die Konzert- und Sendereihe galt als innovativ und trug entscheidend dazu bei, die neuen Entwicklungen im Jazz im Gebiet des Senders bekannt zu machen. Unter dem Titel „Notizen aus der Jazzwerkstatt“ wurde von Mitte 1961 an gelegentlich im Fernsehen über die Probenarbeit im NDR-Studio 10 berichtet; später wurden die Konzerte im NDR Fernsehen dokumentiert. Einige Konzerte wurden auch von Sendern in anderen europäischen Staaten übernommen: Zum Beispiel wurde der NDR Jazzworkshop vom 28. März 1969, bei dem Charles Tolliver, Herb Geller, Albert Mangelsdorff, Gilbert Dall’Anese, Wolfgang Schlüter und Ralf Hübner auf Juhani Aaltonen, Eero Koivistoinen, Eero Ojanen und Pekka Sarmanto trafen, auch vom finnischen Rundfunk übertragen; vier weitere Workshops entstanden in Kooperation mit dem tschechischen und polnischen Rundfunk.

## Diskographische Hinweise
- Hans Koller Jazz Workshop Concert: Ruhrfest Spiele (mit Rolf Ericson, Rob Pronk, Ron Simmonds, Ack van Rooyen, Bengt-Arne Wallin, Erich Kleinschuster, Willi Meerwald, Nat Peck, Rolf Schneebiegl, Robert Politzer, Arne Domnérus, Herb Geller, Friedrich Gulda, Ronnie Ross, Fatty George, Toots Thielemans, Georg Riedel, Egil Johansen; Columbia 1962)
- Wes Montgomery: The NDR Hamburg Studio Recordings (Jazzline Classics rec. 1965, ed. 2021)
- John Surman Flashpoint: NDR Jazz Workshop – April '69 (mit Kenny Wheeler, Malcolm Griffiths, Erich Kleinschuster, Mike Osborne, Alan Skidmore, Ronnie Scott, Fritz Pauer, Harry Miller, Alan Jackson; Cuneiform Rune rec. 1969, ed. 2011)
- Oscar Peterson & Ben Webster During This Time (mit Niels-Henning Ørsted Pedersen, Tony Inzalaco; MIG rec. 1972, ed. 2014)[5]